# Магуфули, Джон
Джон По́мбе Джо́зеф Магуфу́ли (англ. John Pombe Joseph Magufuli; 29 октября 1959, округ Чато, мандат Танганьика — 17 марта 2021, Дар-эс-Салам) — пятый Президент Танзании, в должности с 5 ноября 2015 года по 17 марта 2021 года.

## Краткая биография
Родился 29 октября 1959 года.
Окончил Университет Дар-эс-Салама в 1988 году со степенью бакалавра в области химии и математики, в нём же получил степень магистра и защитил докторскую диссертацию в области химии. В конце 2019 года он был удостоен звания почетного доктора Университета Додомы за улучшение экономики страны.
Депутат парламента трех созывов (2000—2005, 2005—2010, 2010—2015). С 1995 по 2000 годы работал представителем министра общественных работ (англ. Deputy Minister of Works). С 2000 по 2015 годы работал в кабинете министров Танзании на различных высших государственных должностях: министром общественных работ (англ. Minister of Works) с 2000 по 2006 год, министром земель и населенных пунктов (англ. Minister of Lands and Human Settlement) с 2006 по 2008 гг., министром животноводства и рыбного хозяйства (англ. Minister of Livestock and Fisheries) в период с 2008 по 2010 годы, с 2010 по 2015 год снова министром общественных работ.
Кандидат от правящей партии, которую сотрясали коррупционные скандалы, был выбран из-за того, что считался честным, некоррумпированным политиком. Оппозиционный кандидат Эдвард Ловасса как раз шёл на выборы под лозунгами борьбы с коррупцией. На выборах, состоявшихся 25 октября 2015 года, Магуфули был объявлен победителем президентской гонки: он получил 58 % голосов. Был приведён к присяге 5 ноября 2015 года.
Демонстративно внедрял меры экономии государственных средств (например, проведение всетанзанийского субботника в День независимости, вместо обычных дорогостоящих официальных мероприятий), сократил число членов кабинета министров с 30 до 19, сократил штат высокопоставленных госслужащих. В мае 2016 провёл ревизию государственного аппарата, в результате которой было выявлено 10 тысяч «мёртвых душ», на которых ежемесячно расходовалось 2 млн долларов.
Выполнил предвыборное обещание распространить бесплатное образование на среднюю школу (до этого бесплатной была только начальная), объявил о начале кампании по борьбе с наркоторговлей.
Критика Магуфули связана с авторитарным стилем правления, преследованием оппозиции, вмешательством в выборы местных органов власти Занзибара.
Соцопросы показали, что по итогам первых 100 дней президентства Джона Магуфули поддерживало 90,4 % танзанийских граждан.

## Президентские выборы 2015 года
12 июля 2015 года Магуфули был выдвинут кандидатом в президенты от партии СКК на выборах 2015 года, получив большинство голосов по сравнению со своими оппонентками : министром юстиции и бывшей заместителем генерального секретаря Организации Объединенных Наций Ашей-Роуз Мигиро и послом Африканского союза в Соединенных Штатах Америки Аминой Салум Али.
Хотя Магуфули столкнулся с серьезным вызовом со стороны кандидата от оппозиции и бывшего члена политической партии СКК Эдварда Ловассы на выборах, состоявшихся 25 октября 2015 года, Магуфули был объявлен победителем Национальной избирательной комиссией (НИК) 29 октября; он получил 58 % голосов. Его напарница Самиа Сулуху также была объявлена вице-президентом. Джон Магуфули приведен к присяге 5 ноября 2015 года.

## Президентские выборы 2020 года
В июле 2020 года Магуфули был выдвинут кандидатом в президенты от партии СКК на выборах, запланированных на октябрь 2020 года. Его выдвижение не встретило возражений после исключения из партии в начале этого года Бернарда Мембе, бывшего министра иностранных дел, который планировал оспорить выдвижение.
Магуфули победил на выборах и должен был остаться президентом до 2025 года.

## Президентство
После вступления в должность Магуфули немедленно начал вводить меры по ограничению государственных расходов, такие как запрет на ненужные зарубежные поездки правительственных чиновников, использование более дешевых автомобилей и залов заседаний для транспорта и встреч соответственно, сокращение делегации для поездки по Содружеству с 50 человек до 4, отказавшись от спонсорства выставки, посвященной Всемирному дню борьбы со СПИДом, в пользу приобретения лекарств от СПИДа и отказавшись от щедрых мероприятий и вечеринок в государственных учреждениях (таких как сокращение бюджета государственного обеда в честь открытия новой сессии парламента). Магуфули снизил свою зарплату с 15 000 до 4 000 долларов в месяц.
Магуфули приостановил празднование Дня независимости страны на 2015 год в пользу общенациональной кампании по очистке, чтобы помочь уменьшить распространение холеры. Магуфули лично участвовал в очистке, заявив, что это было «настолько позорно, что мы тратим огромные суммы денег, чтобы отпраздновать 54-летие независимости, когда наши люди умирают от холеры». Сэкономленные средства были вложены в улучшение больниц и санитарии в стране.
10 декабря 2015 года, более чем через месяц после вступления в должность, Магуфули объявил о своем кабинете. Его размер был уменьшен с 30 до 19 министерств, чтобы сократить расходы.
12 апреля 2016 года Магуфули совершил свой первый зарубежный визит в Руанду, где он встретился со своим руандийским коллегой Полом Кагаме и открыл новый мост и универсальный пограничный пост в Русумо. Магуфули также посетил мемориал 22-й годовщины геноцида в Руанде.
В июле 2016 года Танзания запретила курение кальяна, и Магуфули в качестве причины назвал его воздействие на здоровье молодежи. В том же году он ввел бесплатное обучение для всех государственных школ. В марте 2017 года Танзания запретила экспорт необработанной руды, чтобы стимулировать внутреннюю плавку.

### Инфраструктура
Правительство Магуфули работало над различными инфраструктурными проектами, направленными на экономическое развитие. Проекты включают добавление 6 самолетов Air Tanzania в качестве способа возрождения национального перевозчика, расширение Терминала III международного аэропорта Джулиуса Ньерере, строительство железной дороги стандартной колеи Танзании, эстакады Мфугале, гидроэлектростанции Джулиуса Ньерере Станция, развязки Убунго, нового моста Селандер, моста Кигонго-Бусиси, Худума-Бора-За-Афья, Витуо-Бора-За-Афья, расширение порта Дар-эс-Салам, автовокзала Додома, реконструкция завода по производству сжиженного природного газа (СПГ), проект водоснабжения, проект ветряной электростанции и завод по переработке золота.
Магуфули получил прозвище «Бульдозер» в связи с его проектами дорожных работ, но этот термин также использовался в отношении его действий по сокращению расходов и коррупции в правительстве Танзании.

### Запугивание и злоупотребления ЛГБТ
Люди, осужденные за однополые связи в Танзании, могут быть приговорены к тюремному заключению на срок до 30 лет. В октябре 2016 года правительство Танзании запретило пропагандистские проекты по ВИЧ / СПИДу и закрыло финансируемые США программы по предоставлению тестирования на ВИЧ, презервативов и медицинской помощи гей-сообществу. Вскоре после этого началось закрытие частных клиник по борьбе с ВИЧ по всей стране. В конце 2018 года Магуфули инициировал общенациональные репрессии, угрожая арестовать и депортировать любого, кто борется за права геев, и затруднить поиск адвоката, который будет защищать дела о насилии в отношении ЛГБТ.
Хамиси Кигвангалла, заместитель министра здравоохранения Танзании, сказал, что поддерживает использование «анальных обследований», чтобы доказать, занимается ли кто-то гомосексуальным сексом.

### Контроль рождаемости
В сентябре 2018 года Джон Магуфули заявил на митинге: «Те, кто занимается планированием семьи, ленивы … они боятся, что не смогут прокормить своих детей. Они не хотят много работать, чтобы прокормить большую семью, и поэтому они выбирают противозачаточные средства и в итоге заводят только одного или двух детей». Он призвал людей не прислушиваться к советам о контроле над рождаемостью, некоторые из которых исходят от иностранцев, потому что это имеет зловещие мотивы.

### COVID-19
С началом пандемии COVID-19 весной 2020 года Танзания, в отличие от соседних стран, не закрыла границы и не вводила локдауна внутри страны, хотя правительство и приостановило международные авиаперелёты, запретило массовые собрания, закрыло школы и установило 14-дневный режим самоизоляции для прибывающих из-за границы. Магуфули заявлял «Бог нам поможет» и отмечал, что Танзания должна готовиться помогать другим восточноафриканским странам с продовольствием. Президент рекомендовал гражданам лечиться с помощью молитв, травяных настоев и «киджифукузы» — традиционного способа лечения простуды вдыханием горячего пара под одеялом или простыней; по убеждению Магуфули, пар при температуре 100 °C должен был уничтожить вирус, и он обязал министерство здравоохранения подчеркивать пользу этого метода. Магуфули сообщал о недоверии к ПЦР-тестам, полученным страной в качестве гуманитарной помощи из-за рубежа: по собственному заявлению, он приказал направить в лабораторию образцы, взятые из фрукта папайи, у козы и овцы, и тесты дали ложноположительные результаты — это заставило президента сделать вывод о том, что «не всякая помощь годится для нашего народа». В мае 2020 года танзанийское министерство здравоохранения перестало публиковать какую-либо статистику о количестве заболевших в стране.
К началу июня 2020 года Магуфули объявил о полной победе над коронавирусом — по его заверениям, «коронавирусная инфекция была уничтожена Богом»; он отправил в отставку главу национальной лаборатории, и гражданам под угрозой штрафа в 5 миллионов шиллингов (около 2 тысяч долларов США) было запрещено распространять информацию о коронавирусе, исходящую не из официальных источников. В то же время посольство США в Танзании сообщало о переполненных больницах, а в международные СМИ попадало видео поспешных ночных похорон. Врачи в Танзании не ставили обратившимся за помощью пациентам диагноз COVID-19, опасаясь наказания со стороны властей; в качестве причины смерти они указывали неопределённые «респираторные проблемы», пневмонию, астму или сердечные заболевания. Магуфули также отверг разработанные в других странах вакцины против коронавируса, заявляя: «Вакцины опасны. Если бы белые люди действительно могли разрабатывать вакцины, они создали бы вакцину против СПИДа».

## Болезнь и смерть
Магуфули не появлялся на публике с 27 февраля 2021 года, пропустив видеоконференцию глав стран Восточной Африки. Оппозиция утверждает, что политик был отправлен на лечение в госпиталь в столице Кении Найроби. 10 марта кенийские СМИ сообщили, что Магуфули заболел COVID-19, находится в частной больнице в Кении и подключен к ИВЛ, в то время как бывший кандидат от оппозиции на президентских выборах Тунду Лиссу заявил о перевозке политика на лечение в Индию и его пребывании при смерти.
17 марта 2021 года Джон Магуфули умер от коронавируса, по официальной версии — из-за проблем с сердцем.

## Личная жизнь
Был женат на Жанет Магуфули, учительнице начальной школы, у них трое детей.

## Награды
- Орден Мухамадийя (Марокко, 2016)[49]